# 조광래
조광래(趙廣來, 1954년 4월 21일 (1954년 음력 3월 19일) - )는 대한민국의 축구인이자 행정가로, 대구 FC의 단장 겸 대표이사로 재직 중이다.

## 학력
- 봉래초등학교
- 진주중학교
- 진주고등학교(1971년 ~ 1974년)
- 연세대학교(1974년 ~ 1978년)

## 개요
경상남도 진주시 출생으로 봉래초등학교와 진주중학교, 진주고등학교(1971년 ~ 1974년)와 연세대학교 학사(1974년 ~ 1978년)를 졸업하였다. 그는 선수 시절 자로 잰 듯한 정교한 패스와 폭넓은 시야, 영리한 두뇌 플레이로 인하여 '컴퓨터 링커'라는 별명이 붙었다. 그는 진주고등학교를 특기생이 아닌 입학 시험 합격으로 진학했다.

## 클럽 경력
1978년 당시 실업 축구단이었던 포항제철에서 자신의 성인 축구 경력을 시작하였다. 1980년 상무에 입대해 군복무를 마쳤다.
1982년 대우 축구단에서 데뷔하였고, 다음해 슈퍼리그가 출범하고 대우 축구단이 참여하여 자연스럽게 프로축구 선수가 되었으며 그 해 준우승 등에 공헌하였다. 1987 시즌이 끝난 뒤 은퇴하였다.

## 국가대표팀 경력
1970~1980년대의 대한민국 축구를 대표하는 선수로, 1980년 AFC 아시안컵과 1986년 FIFA 월드컵 등의 많은 대회에서 뛰었고, A매치 80경기에서 12골을 넣었다.
특히 1986년 FIFA 월드컵에 출전한 그는 이탈리아와의 경기에서 골문으로 쇄도해 들어오는 상대편 공격수 알레산드로 알토벨리와 몸싸움을 벌이다가 골문 바로 앞에서 동시에 넘어졌는데, 공이 그의 손을 맞고 들어가 자책골로 인정되었다. 이후 허정무가 곧바로 골을 넣었으나 결국 2-3으로 패했다.

## 지도자 경력
1987년 은퇴 후 대우 로얄즈에서 코치로 지냈고, 1992년 국가대표팀 코치를 맡았다. 1992년 대우 로얄즈의 감독으로 부임하였지만, 1994년 성적 부진으로 인해 감독직에서 해임됐다. 이후 1995년에 수원 삼성 블루윙즈의 코치로 활동하다가 김호 감독과 마찰을 빚어 1997년 팀을 떠나게 되었다.
1999년 안양 LG 치타스의 감독에 선임되어 축구계에 복귀하였고, 김호 감독과의 악연 등으로 인하여 수원 삼성 블루윙즈와 안양 LG 치타스 간의 더비 경기인 지지대 더비의 한 축을 담당하였다. 감독 부임 이후 2000년 클럽의 K리그 우승과 2001년 K리그 준우승, 1998년 FA컵 우승을 이끌어 2002년 3월 K리그 감독 최고 연봉으로 안양 LG 치타스와 3년 재계약에 합의하였고, 2004년 5월 15일 K리그 통산 7번째로 개인 통산 100승을 달성하였다. 하지만, 2004년 성적 부진에 따른 책임을 지고 팀에서 물러났다.
2007년 12월 경남 FC 감독에 취임하였다. 부임 첫 시즌, FC 서울과의 홈 경기에서 전반 13분 김은중의 슈팅이 오프사이드 판정을 받았으나 부심의 판단에 의해 판정이 번복되었고, 이에 판정에 항의하여 35분여를 지연시켜 전반전을 83분 동안 치르는 사태가 발생하여, 한국프로축구연맹으로부터 5게임 출장 정지와 벌금 500만원의 징계를 받았다. 팀을 2008 대한민국 FA컵 결승전에 진출시켰으나 결승전에서 포항 스틸러스에 패하며 준우승에 머물렀다.
2009 K리그에선 K리그 챔피언십에 진출하진 못했으나, 팀을 어린 선수 위주로 개편한 후 시즌 후반기에 어린 선수들의 활약으로 무서운 무패행진을 이어가자 '조광래 유치원'이라는 신조어가 등장하기도 했다.
2010 K리그 초반, 어린 선수들과 용병 루시오와 어린 선수들의 활약으로 좋은 모습을 보이던 중, 성남 일화 천마와의 경기에서 경남이 2-1로 리드하는 상황에서 경기 종료 직전 홍진호 주심이 성남에 PK를 선언하자 이에 항의하며 선수들을 불러모으는 등의 행동으로 경기를 지연시켜 한국프로축구연맹으로부터 4경기 출장 정지의 징계를 받았다.
2010년 7월 20일 대한축구협회는 조광래 감독을 차기 국가대표팀 감독에 내정했으며, 조 감독은 이를 수락했다는 사실이 보도되었다. 2010년 7월 21일에는 대한축구협회에서 공식적으로 조 감독을 대표팀 감독에 선임하고 그의 대표팀 감독과 경남 감독 겸임을 허용했다. 계약은 2년이고 성적에 따라서 월드컵까지 되어있다. 그는 경남 FC에서 새로운 감독을 선임할 때까지 경남 감독직을 수행하겠다고 밝혔으나, 2010년 7월 28일에 구단과 상의를 통해 경남 감독직에서 사임했다. 2011년 AFC 아시안컵에서 오스트레일리아에 이어 C조 2위로 8강에 진출했고, 8강에서만 1996년 대회 이후 5회 연속으로 이란을 만나 연장 승부 끝에 윤빛가람의 골로 준결승에 진출했다. 준결승전에서 일본과 전후반 1:1로 마치고 연장 후반 종료 직전 황재원의 극적인 동점골로 승부차기까지 갔으나 구자철, 이용래, 홍정호의 연속 실축으로 51년만의 아시안컵 우승은 물거품이 되었다. 3위 결정전에서 우즈베키스탄을 3:2로 이기며 2015년 오스트레일리아에서 열리는 아시안컵 본선 자동진출권 획득으로 대회를 마감했다.
2011년 8월 10일 일본 삿포로에서 열린 일본과의 정기전에서 좋지 않은 경기력으로 0-3으로 패해 이른바 '삿포로 참사' 라 불리며 여론의 뭇매를 받았다. 2014년 FIFA 월드컵 아시아 지역 3차 예선에서 레바논에게 1대 2로 진 뒤, 과도한 해외파 선수들의 차출로 인한 해외파 선수들의 소집 거부와 컨디션 저하의 우려와 선수단 장악력이 떨어진다는 이유로 대한축구협회는 이 상황으로는 최종 예선 진출이 힘들다고 판단해 2011년 12월 7일, 국가대표팀 감독직에서 경질되었다. 그의 후임으로는 전북 현대 모터스의 감독을 맡고 있던 최강희가 긴급 선임되었다.

## 프런트 경력
국가대표팀 감독에서 물러난 그는 낙향하여 유소년 축구계에서 몸담고 있다가, 2014년 8월 28일 대구 FC의 대표이사 겸 단장으로 선임되어 본격적으로 프런트로 나섰다.
대구 FC의 프런트로 일하기 시작한 그는 노후화에 전력 시설 등도 좋지 못한 상태였던 대구시민운동장 주경기장을 축구전용구장으로 리모델링할 것을 대구광역시청에 제안했고, 그의 제안이 수용되면서 2019년에 DGB대구은행파크가 탄생했다.
DGB대구은행파크는 대구스타디움과 달리 시내 및 대구역에서 멀지 않은 곳에 있는지라, 그의 결정은 축구의 중흥기와 함께 2019년 K리그1에서 대구 FC의 흥행에 기여했다는 평가를 받고 있다.

## 경력 목록

### 클럽 경력
- 1978년 ~ 1979년  포항 제철
- 1980년 ~ 1981년  상무 (군복무)
- 1982년 ~ 1987년  대우 로얄즈

### 국가대표팀 경력
- 1980년 AFC 아시안컵 대표
- 1986년 FIFA 월드컵 대표

### 지도자 경력
- 1992년  대한민국 코치
- 1992년 ~ 1994년  대우 로얄즈 감독
- 1995년 ~ 1997년  수원 삼성 블루윙즈 코치
- 1999년 ~ 2004년  안양 LG 치타스 / FC 서울 감독
- 2007년 12월 ~ 2010년 7월 28일  경남 FC 감독
- 2010년 7월 21일 ~ 2011년 12월 7일  대한민국 축구 국가대표팀 감독

### 행정가 경력
- 2014년 ~ 대구 FC 대표이사 및 단장

## 수상 내역

### 선수
대우 로얄즈
- K리그 우승 2회 (1984년, 1987년)
- K리그 준우승 1회 (1983년)
- 프로축구선수권대회 준우승 1회 (1986년)
- 아시아 클럽 챔피언십 우승 1회 (1986년)

 국가대표팀
- 1980년 AFC 아시안컵 준우승

### 감독
안양 LG 치타스 / FC 서울
- K리그 우승 1회 (2000년)
- K리그 준우승 1회 (2001년)
- 리그컵 준우승 1회 (1999년)
- 슈퍼컵 우승 1회 (2001년)
- 슈퍼컵 준우승 1회 (1999년)
- 아시아 클럽 챔피언십 준우승 1회 (2002년)

 경남 FC
- FA컵 준우승 1회 (2008년)

 국가대표팀
- 2011년 AFC 아시안컵 3위

### 개인
- K리그 베스트 11 : 1983년
- K리그 감독상 : 2000년

## 기타
국가대표팀 감독 시절이었던 2011년 5월 23일, 조광래는 당시 대한축구협회 기술위원장 이회택이 국가대표팀 선수 선발 과정에서 차출 선수 명단을 내팽개쳤다고 말하며 이회택을 정면으로 비판했다. 국가대표팀 감독 자리에서 전격 경질된 뒤인 2011년 12월 26일과 2012년 2월 24일 가진 인터뷰에서는 당시 기술위원장 이회택이 국가대표팀 선수 선발에 대해서 압력을 넣었다고 말했다.
2012년 8월 23일에는 대한축구협회가 브라질 출신의 가마 전 국가대표팀 코치의 잔여 연봉 지급을 둘러싸고 법적 분쟁까지 간 것에 대해서 비판을 드러내며 대한축구협회의 미숙한 행정을 질타했다.
한편, 조광래 축구재단의 이사장이기도 한 조광래는 2012년 11월 10일 FC 바르셀로나와 손을 잡고 유소년 선수를 육성하는 '바르셀로나 조광래 축구교실'을 열었다.

## 참고 자료
- KFA 리포트 나의 선수시절 - 조광래' 중원을 호령하던 컴퓨터 링커
- K리그의 전설- 조광래 보관됨 2020-09-27 - 웨이백 머신
- 위원석의 레전드를 찾아서 - '프로축구의 1세대' 조광래